# Q di Tobin
La teoria della q di Tobin, dal nome del Premio Nobel per l'economia James Tobin, afferma che il valore di mercato del pacchetto azionario di un'impresa sia in grado di misurare la differenza tra il capitale desiderato dall'impresa e il capitale effettivamente posseduto da questa. 
Tale teoria permette dunque di capire se un'impresa debba effettuare degli investimenti (per aumentare il proprio stock di capitale) o debba invece disinvestire (per ridurre il proprio stock di capitale). 
La variabile "q" viene definita come il rapporto tra il valore di mercato di un'impresa e il costo di rimpiazzo del suo stock di capitale. Tale valore è semplicemente il costo che l'impresa dovrebbe sostenere per riacquistare tutte le proprie strutture e i propri impianti ai prezzi di mercato correnti. Quindi il valore della "q" misura, fondamentalmente, il rapporto tra il valore di mercato dell'impresa acquistata sul mercato finanziario (ad esempio in una borsa valori) e il valore della stessa impresa se si volesse riacquistare il suo stock di capitale sul mercato dei beni.
Tobin individuò anche le condizioni per capire se per l'impresa fosse o meno conveniente aumentare la propria spesa per investimenti: se il valore della "q" è maggiore di 1, infatti, lo stock di capitale desiderato dall'impresa è minore del capitale effettivo (il numeratore è maggiore del denominatore) e dunque l'impresa potrebbe migliorare le proprie prestazioni aumentando la propria spesa per investimenti; al contrario, se la q di Tobin è minore di 1, allora il capitale desiderato è maggiore del capitale effettivamente posseduto dall'impresa (il denominatore è più grande del numeratore) e quindi l'impresa dovrebbe diminuire la propria spesa per investimenti.
Secondo questa teoria, dunque, il mercato finanziario fornisce importanti indicazioni ad un'impresa circa la possibilità di effettuare o meno nuovi investimenti per accrescere il proprio stock di capitale.

## Implicazioni di politica monetaria
La teoria della q di Tobin ha anche delle implicazioni sui meccanismi di trasmissione della politica monetaria. Infatti, se il valore di "q" aumenta, le imprese troveranno conveniente finanziarsi sul mercato dei capitali ed effettuare investimenti; viceversa, se "q" tende a scendere, le imprese ridurranno i propri investimenti. Allora, una politica monetaria restrittiva, con una riduzione della quantità di moneta, provocherà un aumento dei tassi di interesse. Ciò farà salire la domanda di obbligazioni a scapito di quella di azioni. Di conseguenza, il prezzo delle azioni scenderà, abbassando il rapporto "q". Si verificherà dunque una contrazione degli investimenti e quindi del reddito.